# 워싱턴 주의회

워싱턴 주의회(Washington State Legislature)는 미국 워싱턴주의 주의회이다. 이는 98명의 하원의원으로 구성된 워싱턴주 하원과 49명의 상원의원으로 구성된 워싱턴주 상원으로 구성된 양원제 기관이며 부지사가 의회장을 맡는다. 주는 49개의 입법 구역으로 나뉘어 있으며, 각 구역에서는 상원의원 1명과 하원의원 2명을 선출한다.
주의회는 올림피아에 있는 워싱턴 주 의사당의 입법부 건물에서 회의를 개최한다.
2023년 1월 기준 민주당은 워싱턴 주 의회의 양원을 모두 장악하고 있다. 민주당은 하원에서 58-40의 다수를, 상원에서 29-20의 다수를 차지하고 있다.